# Janet Barboza
Janet Amalia Barboza Avellaneda (distrito de Querocotillo, provincia de Cutervo, Cajamarca, 18 de julio de 1974) es una presentadora de televisión, empresaria y promotora de talentos peruana de ascendencia portuguesa. Es conocida como la "Reina de las Movidas" debido a su extensa trayectoria en la promoción de talentos en los medios de comunicación de Perú.

## Biografía
Janet se inició en la televisión a finales de 1990 en un programa humorístico de Tulio Loza. No obstante, debido a la percepción negativa de la cumbia peruana  contrastada de sus nuevos estilos populares como la chicha, el canal Panamericana, que aprendió la experiencia del extinto espacio Trampolín a la fama, aprobó su proyecto de programas musicales con ayuda de su productor y antes esposo, Nílver Huárac.
Siendo conductora se inició en el canal del estado con el programa "Al toque con Janet", y posteriormente se trasladó a la señal de Global. 
El 24 de octubre de 1998, Barboza debutó en Panamericana TV conduciendo "La movida de los sábados", y en paralelo, presentó "Muévete con Janet", que se emitía de lunes a viernes. 
El programa Muévete con Jeanet, marcó historia al visibilizar las nueva tendencia de artistas y cantantes nacionales, mayormente de música bailable, lo que permitió transmitirse en horario central. Se difundió por 11 años, entre 1998 y 2009, en diferentes iteraciones de La movida, incluida una edición dominical.
Los primeras temporadas fueron emitidas en la Esquina de la Televisión hasta 2001, cuando se retiró de la cadena original. Debido a su popularidad, se realizaron caravanas populares, conciertos de gran duración que dio vitrina a músicos locales. También realizó giras a Macará, una ciudad ubicada en el Ecuador, donde fue altamente sintonizada.
En 2002, condujo "La Alegría del mediodía" junto a Alfredo Benavides, producido por Guillermo Guille.  Además, tuvo un programa de entrevistas titulado "Noche a Noche", producido por el reconocido Fernando Guille. Constituyó el primer programa en conceder una entrevista a Luis Castañeda Lossio en el marco de su candidatura a la alcaldía de Lima Metropolitana. El contrato del programa se prorrogó hasta 2006, pese a que en 2004 se iniciaron negociaciones para su inclusión en las cadenas ATV y Frecuencia Latina. Si bien la conductora obtuvo importantes ingresos, destinó una parte de ellos a apoyar a familias en situación de necesidad."A Todo ritmo" fue otro de sus programas, un ranking musical transmitido los domingos.
En 2007, volvió a Panamericana, cuyo programa se consolidó al mando de Marisol Crousillat y Huárac con campañas apoyo social. Pero el cambio de la administración Schütz Freundt en los dos años siguientes limitó las posibilidades de continuar al aire.
Después de la aparición del Reventón de los sábados, tuvo una aparición en 2008 con Ernesto Pimentel en la Teletón de ese año; ambos fueron rivales en el horario estelar de los sábados.
En 2010, Barboza tomó un receso para enfocarse en los negocios y la promoción de talentos, en 2012, cedió su puesto a la bailarina Claudia Portocarrero para conducir la continuación de La movida de los sábados, pero regresó a Panamericana en el programa "Ola Ke Ace" por un corto período antes de unirse a Willax TV, donde trabajó durante cinco años en dos formatos diferentes de programas: "Una noche con Janet Barboza" y "Las calientitas". Además, fue fundadora del canal, siendo convocada por el señor Gilberto Hume, y contribuyó significativamente a la programación de la cadena.
En 2015, condujo Las calientitas hasta 2018 en el canal Willax. El 7 de septiembre de 2019, regresó a la señal abierta de la televisión peruana en Latina Televisión con el programa Se pone bueno, enfocado en elegir nuevos artistas con votos populares, donde inicialmente desempeñó funciones como jurado y posteriormente asumió la conducción. El 14 de octubre de 2019, se estrenó "Válgame" en Latina, donde compartió la conducción con otros presentadores destacados. Desde hace cuatro años, Barboza se encuentra al aire en "América Hoy".
Además, realizó entrevistas para su espacio Noche a noche (2001). También condujo programas de mediodía como La alegría del mediodía (2002), TVO hoy (2009) y el magazine matutino América hoy (2020-presente). Su forma de conducir y su cercanía con Gisela Valcárcel, hizo a Barboza una figura recurrente de programas de espectáculos conducidos por Magaly Medina y Rodrigo González, quiénes la critican constantemente.

## Otras actividades
A mediados de 2001, colaboró en el proyecto de asistencia infantil Contigo de la entonces ministra de la mujer, Susana Villarán.
En 2015, interpretó el tema Olvidarte y olvidarte al lado de Agapito Muñoz Vidarte.
Tiene un salón de spa en San Juan de Miraflores, llamado Janet Barboza Spa.

## Filmografía

### Cine
- No me digas solterona (2018), como ella misma.

### Televisión

#### Programas
- Cholo chow (1997-1998), como ella misma (actriz cómica), modelo y varios roles.
- Trampolín a la fama (1995), como ella misma.
- Muévete con Jeanet (1998-2003), como ella misma (presentadora), como Jeanet Barboza.
- La movida de Janet (1998-2009, 2012), como ella misma (presentadora).
- La movida de los sábados (1998-2004), como ella misma (presentadora).
- Noche a noche (2000-2001), como ella misma (presentadora).[43]
- La movida (2005), como ella misma (presentadora).[44]
- La alegría del mediodía (2002-2003), como ella misma (presentadora).
- La supermovida (2007-2008), como ella misma (presentadora).
- TVO hoy (2008-2009), como ella misma (presentadora).
- Teletón 2008: San Juan de Dios nos está llamando ¡Escucha su voz! (edición especial, 2008), como ella misma (invitada).
- El show de la movida (2009), como ella misma (presentadora).[28]
- Magaly TeVe (2010), como ella misma (invitada).
- Mil disculpas (2010), como ella misma (invitada).
- Amor, amor, amor (2011, 2014, 2017), como ella misma (invitada).
- Teletón 2011: Unámonos para cambiar pena por alegría (2011), como ella misma (presentadora).
- El valor de la verdad (2013, 2014, 2019), como ella misma (invitada).
- Las más movidas (2014), como ella misma (presentadora).
- Gisela, el gran show (2014), como ella misma (invitada).
- Las calientitas de Nilver Huarac (2014), como ella misma (invitada).
- Una noche con Janet (2014), como ella misma (presentadora).
- Fanáticos (2015), como ella misma (presentadora).
- El gran show (2015), como ella misma (concursante), sexto puesto, séptima eliminada.
- Una noche con Janet (2015-2016), como ella misma (presentadora).
- Las calientitas (2015-2017, 2018-2019), como ella misma (presentadora).[33]
- Al aire, como ella misma (invitada).
- ¡Se pone bueno! (2019), como ella misma (presentadora).[45]
- Acción web media (2019), como ella misma (invitada).
- Mujeres al mando (2019), como ella misma (invitada).
- El debate (2019), como ella misma (invitada).
- Válgame (2019-2020), como ella misma (presentadora).
- Las calientitas (2019), como ella misma (presentadora).
- Magaly TV, la firme (2020, 2021, 2022), como ella misma (invitada).
- América hoy (2020-presente), como ella misma (presentadora).
- En boca de todos (2020), como ella misma (invitada).
- El artista del año (2021), como ella misma (jueza invitada).
- Reinas del show (2021), como ella misma (concursante, noveno puesto), primera eliminada.
- Reinas del show 2 (2021), como ella misma (comentarista y jueza invitada).
- Estás en todas (2021, 2022), como ella misma (invitada).
- El reventonazo de la chola (2021, 2022), como ella misma (invitada).
- El reventonazo de verano (2022), como ella misma (invitada).
- América espectáculos (2022), como ella misma (invitada).

#### Series y telenovelas
- Ojitos hechiceros 2: Un amor a prueba de todo (2018-2019), como Daysi Cuevas.[46]

### Videos musicales
- Olvidarte y olvidarte (2015)

## Radio
- Radio Cumbia Mix, como locutora.

## Teatro
- Ojitos hechiceros 2: El musical (2019), como Daysi Cuevas.

## Eventos
- Contigo (2001), como animadora;
- Carnaval de Cajamarca (2014), como animadora;
- El Día de la Cumbia (2016), como animadora;
- Movida Fanática (2019), como animadora.

## Discografía

### Temas musicales
- Olvidarte y olvidarte (2015), con Agapito Muñoz Vidarte.